# ニキ・アンド・ザ・ドーヴ
ニキ・アンド・ザ・ドーヴ（Niki & The Dove）は、スウェーデン・ストックホルムのエレクトロポップ・バンドである。

## 来歴
2010年2月、Malin Dahlström (ボーカル)、Gustaf Karlöf (キーボード)、Magnus Böqvist (ドラム)の3人で結成、バンドはサブ・ポップとマーキュリー・レコードと契約する。2011年末、イギリスで期待の新人をランキングで発表するBBC Sound of 2012にて5位に選ばれる。
2012年5月、ファースト・アルバム『Instinct』をリリース。
2016年4月、セカンド・アルバム『Everybody's Heart Is Broken Now』をリリース。

## メンバー
- Malin Dahlström - ボーカル
- Gustaf Karlöf - キーボード

## ディスコグラフィ

### スタジオ・アルバム
- Instinct (2012年)
- Everybody's Heart Is Broken Now (2016年)

### EP
- The Drummer (2011年)
- This Is the Music (2023年) ※with the Greys